# Крескас, Хасдай
Хасда́й бен Иегуда́ Кре́скас (лат. Crescas, кат. Cresques, ивр. חסדאי קרשקש‎‎; 1340, Барселона — 1410 (1411?), Сарагоса) — философ, теолог, государственный деятель и глава испанского еврейства в XIV веке. Раввин Сарагосы, он был широко известен также среди христианских европейских философов. Выступал в защиту чистого иудаизма, независимого от Аристотеля и основанного в большей степени на духовной и эмоциональной стороне человека. Биографами оценивается как один из самых самобытных еврейских и вообще средневековых философов. Новаторские взгляды Крескаса о бесконечности и природе, пространстве и времени способствовали антиаристотелевскому перевороту в натурфилософии, благодаря которому появилась возможность создания новой физики — классической механики.

## Биография
Рабби Хасдай бен Иегуда Крескас родился около 1340 года в семье потомственных учёных евреев в Барселоне. Возможная этимология фамилии Crescas — от глагола лат. «crescere» («расти, подниматься, преуспевать»). Имена родителей: Иегуда и Регина. У них был ещё один сын, Шмуэль, и дочь Венгес. В предисловии к книге «Свет Господа» Крескас приводит свою генеалогию: «Хасдай сын Иегуды, сына Хасдая, сына Иегуды, сына Хасдая, сына Иегуды». В Каталонии человек брал в качестве фамилии имя своего отца, так что отца Хасдая звали Иуда на иврите и Крескас на каталанском. Дед, Хасдай бен Иегуда Крескас («Старший»), был известным раввином, его респонсы многократно цитируются Ицхаком бен Шешет Перфетом (РИВАШ). Крескас учился у известного раввина Ниссима бен Реувен Геронди (известного под акронимом РАН), программа занятий включала философию. Сам РАН тоже изучал философию, в том числе уже был знаком с идеями Герсонида и Уильяма Оккама. Крескас стал любимым учеником РАНа, почти сыном, а Реувен, сын РАНа, называл его братом. Некоторые историки считают, что упомянутый Реувен женился на Венгес, сестре Хасдая Крескаса.
В Барселоне Крескас завязал долголетнюю дружбу с Ицхаком бен Шешет (РИВАШ) Перфетом, их называли «двое великих из Каталонии», а сами они в письмах называли друг друга братьями. РИВАШ писал совместно с Крескасом по таким важным поводам, как конфликт вокруг должности раввина Франции. Вместе они создали фонд для изучения Торы и поддержки евреев, пострадавших от преследований в Испании. Крескас некоторое время исполнял обязанности раввина Барселоны, где женился на девушке по имени Тольрана, и у них родился сын, которого, скорее всего, назвали Иегуда или Крескас. Хасдай Крескас принял участие в поэтическом соревновании еврейских поэтов Барселоны и Жероны в 1370 году, для соревнования написал молитвенную поэму в жанре ивр. «סליחות»‎ (slikhot, мольбы о прощении), в которой просит Бога о победе над «врагом» (дурное побуждение или материя).
Крескас интересовался также каббалой, о чём сохранились свидетельства в анонимных каббалистических манускриптах, а также его собственное сочинение о смысле молитвы каддиш.
Во многих источниках сообщается, что из-за интриг врагов Крескас провёл в темнице часть 1378 года по обвинению в осквернении гостии. Другие источники говорят о тюремном заключении на пять месяцев в 1373 году. В 1383 году участвовал в переговорах о восстановлении еврейских привилегий с Педро IV, королём Арагона. После его смерти весь период с 1387 по 1396 год Крескас был советником короля и королевы Арагона Хуана Первого и Виоланты и был вхож в их дворцы в Барселоне и Сарагосе. Королева Виоланта, урождённая француженка, любила науки и искусства и поощряла их развитие, в чём принимал участие и Крескас. Среди титулов, которыми королевская чета называла Крескаса, — магистр и кат. «juheu de casa nostra» (придворный еврей). РИВАШ был раввином Сарагосы с 1370 по 1385 год, после чего переехал в Валенсию, а Крескас с разрешения короля переехал в Сарагосу, чтобы занять там должность раввина. Там он познакомился с секретарём короля, представителем раннего гуманизма Бернатом Метже, автором поэмы «Сон», и, возможно, оказал на него влияние. По крайней мере с 1389 года и до самой смерти Крескас официально занимал пост раввина Сарагосы и был признан королевской властью как судья евреев Арагона, согласно некоторым источникам был раввином всего Арагона.
В 1391 году вследствие антиеврейской христианской пропаганды и внезапной смерти короля Кастилии по территории современной Испании прокатилась волна погромов. Перестали существовать целые еврейские общины, перед выбором — крещение или смерть — многие евреи предпочли смерть во имя веры, небольшому количеству удалось бежать, а большинство вынуждены были принять крещение. Отчаянное сопротивление евреев в некоторых местах было сломлено, что не удивительно, — в Барселоне, например, они составляли менее 10 % населения. Были случаи самоубийств и убийств членов семьи, чтобы только избежать крещения. Погромы распространились и на Арагон. В Сарагосе присутствие короля предотвратило погромы, но в Барселоне они произошли. Несмотря на письмо короля Хуана I против погромов, в котором особенно подчёркивалось, что надо защитить семью «нашего придворного еврея и советника Крескаса», единственный сын Крескаса отдал жизнь за веру в Барселоне в возрасте двадцати лет, не дожив до назначенной свадьбы. Сохранилась запись Реувена, сына РАНа, в которой говорится, что Крескасу удалось спасти Реувена и его семью. Ход погромов отражён в послании Крескаса евреям Авиньона. Возможно, выбор именно Авиньона как адреса был связан с переговорами с Римским Папой, находившимся тогда в этом месте. Король и Крескас, видимо, надеялись, что римский папа запретит погромы. Некоторые источники утверждают, что Крескас организовал в Сарагосе отряды самообороны, усиленные наёмными солдатами.
| |  |
| Покровители Крескаса: король Арагона Хуан I «Охотник» и королева Виоланта де Бар, любительница искусств |  |

После погромов Крескас руководил восстановлением еврейской общины в Барселоне и Валенсии, к нему обращались за помощью также из Франции, а Сарагоса стала центром еврейской жизни на Пиренейском полуострове. Крескас получил от короля разрешение взять вторую жену по имени Джамила для восстановления потомства после гибели сына, Джамила родила ему трёх дочерей: Миру, Симу и Дуэнию, а также сына, имя которого было, скорее всего, Иегуда или Крескас. В 1396 году Крескас выпустил что-то вроде конституции — временные поправки к уставу еврейской общины, которые настолько усиливали централизацию власти, что королева Виоланта отменила в 1399 году некоторые из этих нововведений. Крескасу удалось договориться с королём Наварры Карлом III о размещении еврейских беженцев в Наварре. Крескас посетил в 1401 году Памплону в качестве эмиссара арагонского короля Мартина I и в ходе переговоров с королём Наварры Карлом III, судя по всему, затрагивал вопросы размещения еврейских масс. Карл III издал указ, что еврейское население лояльно и выгодно государству и что он желает их принять. Крескас организовал также переселение многих евреев в Палестину, для чего провёл переговоры с султаном Баркуком аз-Захир. Некоторые историки выдвигали гипотезу, что в ходе этих переговоров Крескас пытался получить автономию для палестинских евреев. Во времена Крескаса жил Моисей Ботарель, каббалист из города Сиснерос. Ботарель утверждал, что он был избран в еврейского мессию, и Крескас признавал его в качестве возможного кандидата.
Крескас, как и ранее Нахманид, принимал участие в христианско-еврейских диспутах и рассматривал их как часть защиты евреев. Он также написал на каталанском языке по крайней мере две полемические книги против христиан, из них только одна дошла до нас, и то в пересказе на иврите. В отличие от всей литературы такого рода книга Крескаса занималась не разбором стихов Библии, а критикой христианства с философских позиций и логики, так как он полагал, что религия не должна заставлять верить в вещи, не согласующиеся с логикой.
Крескас также предложил Эфоди написать полемическую книгу, и тот действительно написал сочинение (ивр. כלימת גויים‎; «Klimat goyim», «Позор народов»). Судя по всему, Крескас был искусным полемистом, и некоторые удачные высказывания на диспутах были использованы его учениками в их сочинениях. Самый большой диспут в истории (диспут в Тортосе), однако, состоялся через два года после смерти Крескаса, и основу еврейской делегации составляли его ученики, главным из которых был Йосеф Альбо. Зерахия Галеви, ставший раввином в Сарагосе после Крескаса, тоже принял участие. Во время этого диспута как христианской, так и еврейской стороной неоднократно цитировались высказывания Крескаса про мессию. Есть определённые свидетельства, что в преклонные годы Крескас занимался и практическим аспектом каббалы и даже приобрёл репутацию чудотворца.
Огромный объём общественной работы Крескаса затруднял окончательное завершение его главного труда — книги «Свет Господа», законченной всего за полгода до смерти, последовавшей не ранее декабря 1410 года и не позднее февраля 1411 года. После Крескаса осталась целая плеяда учеников, занимавшихся как переводами и изданиями его сочинений, так и написанием собственных. Так, Йосеф Альбо написал философскую ивр. «ספר העקרים» («Sefer ha-Yikkarim», «Книга основ»)‎, имевшую большое влияние. Другой знаменитый ученик — Йосеф Ибн Хабиб, автор книги ивр. «נימוקי יוסף» («Nimuke Yosef», «Доводы Йосефа»)‎, печатающейся во всех стандартных изданиях Талмуда.
Согласно легенде, евреи Сарагосы подверглись опасности погрома по навету, что они только делают вид, что оказывают королю Мартину I, на службе которого состоял Крескас, высшие почести — выносят навстречу свитки Торы, а на самом деле в футлярах свитков нет. Но служка синагоги узнал во сне об опасности и предотвратил её. Событие сохранилось в памяти как «Сарагосский Пурим», и некоторые отмечают его 17-18 числа месяца Шват. Имели ли место эти легендарные события или нет, евреи Сарагосы после Крескаса благополучно существовали до изгнания евреев из Испании в 1492 году. Старый еврейский квартал было полностью перестроен, улицы сменили названия, а от нового еврейского квартала остались лишь несколько улиц, тоже переименованных. По документам удалось установить, что Крескас жил в старом еврейском квартале на улице исп. «de los Torneros» (Гончарная ул.), ныне исп. calle «Veronica» (ул. Вероники).
- Следы еврейского квартала в Сарагосе
- Здесь была улица еврейского квартала и «Синагога семи улиц»
- Деталь фасада с еврейской символикой
- Старый еврейский квартал (оранжевого цвета), и новый (фиолетовый) на схеме Сарагосы

## Сочинения

### Свет Господа

#### Содержание
Главный труд Хасдая Крескаса ивр. «'אור ה»‎ («Or Adonai», «Свет Господа»), начатый не позднее 1405 и завершённый в последний год жизни автора зимой 1410 — 1411 годов, представляет собой систематизированное изложение еврейской догматики, содержащее, возможно, больше оригинальных и глубоких, чисто философских открытий и аргументов, чем любой другой еврейский трактат Средневековья. Эта работа направлена против основ аристотелевской философии не только с религиозных, но и с философских позиций; как сформулировал сам автор в предисловии: 
Причина ошибок и растерянности — в опоре на слова грека [Аристотеля] и его доказательства, и я нашёл правильным указать на ложность этих доказательств… также и там, где на них опирался наш учитель [Маймонид]… и показать всем народам, что путаницу в вопросах веры устраняет только Тора.
Излагая свои идеи в стиле, лишённом риторики и характеризующемся чёткостью и лаконичностью, несмотря на неразработанность философской терминологии в средневековом иврите, он пытается подорвать позиции Аристотеля, пользуясь его же оружием — логическим анализом и доказательствами. Критика Крескасом аристотелизма имела историческое значение; отстаивая свободу в истолковании Торы, он выступал также за освобождение философии и науки от догматически воспринятого учения Аристотеля.
Трактат «Свет Господа» подразделяется на четыре книги, в которых анализируются:
- предпосылки, или корни (ивр. שורשים (shorashim))‎, Торы;
- основы (ивр. (פינות) pinnot‎) Торы (атрибуты Бога и его отношение с миром);
- другие обязательные верования, предписываемые Торой;
- некоторые необязательные идеи или спекуляции.

Первая книга представляет с философской точки зрения наибольший интерес. Следуя Маймониду, Крескас включает в список корней Торы существование Бога, единство и бестелесность. В трёх частях этой первой книги Крескас опровергает аристотелевское учение и учение самого Маймонида и намечает пути развития собственной философии.
В книге второй закладываются основы понимания Торы, говорится о сущности Бога, его атрибутах и его связи с нашим материальным миром. Книга третья посвящена толкованию истин, благодаря которым Тора становится прежде всего наставлением, поскольку содержит в себе учения, достойные того, чтобы в них верить. Книга четвёртая включает в себя некоторые утверждения, которые предоставляют читателю пищу для размышлений и которые он может принимать или отвергать.
Крескас задумал также продолжение — «Светильник Господень», но его написанию помешала внезапная смерть. Одно из предисловий к «Свету Господа» было задумано как предисловие к «Светильнику Господню», там Крескас намечает критику Маймонида в плане галахи. Наряду с обычным упрёком, что Маймонид не привёл источники, Крескас упрекает его также в том, что тот задумал описать весь закон, в то время как он ещё будет меняться в будущем, и не дал оснований и общих законов заповедей.
В средневековой еврейской литературе Крескаса цитировали Йосеф Альбо, Абрабанель и другие. Известный исследователь Гарри Вольфсон считал Крескаса родоначальником критической философии. Известный философ Уоррен Харви характеризует Маймонида как самого важного еврейского средневекового философа, а Крескаса как его самого важного критика.

#### Издания
Рукописи книги сохранились в Париже, Вене и Флоренции, всего не менее одиннадцати рукописей, некоторые написаны одним из учеников. Книга была первый раз напечатана в 1555 году в Ферраре, затем вновь в 1859 году в Вене, 1861 году в Иоганнесбурге, 1905 году в Вильне. Стиль автора был очень лаконичный, в пересказе чужих мнений были значительные пропуски. В печатные издания вкрались многочисленные ошибки, так что в частичном издании отдельных глав в 1980 году была проделана значительная работа по восстановлению правильного текста, а также разъяснению трудных терминов средневекового иврита. Книга стала вполне доступна благодаря современному огласованному изданию, подготовленному раввином Шломо Фишером с глоссарием и примечаниями. Профессор
Уоррен Зеев Харви работает над первым научным критическим изданием «Света Господа». Пока не существует и переводов Крескаса, кроме отдельных мест у Харви и Вольфсона.

### Другие сочинения

#### Поэма-молитва
Написана около 1370 года для поэтического соревнования в жанре «ивр. סליחות («selichot», «Прощения»)‎», в которой автор просит Бога о победе над «врагом» (дурное побуждение, оно же тело или материя). К этой материи поэма адресуется в женском роде, а к разуму (он же форма или доброе побуждение) — в мужском. Крескас пояснил, что эти уподобления он взял из Платона, которого он называет «глава составителей притч», и из Маймонида, которого он именует «украшением мудрецов».

#### Каббалистическоесочинение о смысле молитвы «каддиш»
Написанное, судя по всему, ещё во время учения в Барселоне, оно открывается предисловием, составленным, вероятно, учеником Крескаса. В самом сочинении проводится параллель между десятью хвалебными словами каддиша и 10 сфирот". До этого подобные идеи развивались каббалистами школы Жироны.

#### Полемические сочинения против христианства
В рамках борьбы против огромного количества христианской литературы, предназначенной для евреев и новообращённых, Крескас написал на каталанском языке книгу «Опровержение принципов христианства» (1397—1398). Эта работа сохранилась только в частичном пересказе на иврите под названием ивр. «ביטול עקרי הנוצרים» («Bittul ikarei ha-notzrim», «Опровержение основ веры христиан»)‎ (1451 год). Крескас полагал, что религия не должна заставлять верить в вещи, не согласующиеся с логикой, и занимался критикой христианства с философских позиций и логики, а не разбором мест из Библии. В предисловии Крескас упоминает, что многие почтенные и важные люди просили его написать это сочинение. Некоторые историки полагают, что среди них могли быть и христиане, желавшие понять иудаизм. В книге десять глав, каждая из которых посвящена разбору одной из христианских догм.
- Диспуты христиан и евреев
- Средневековая миниатюра из манускрипта
- Гравюра Иоганна фон Армссхайма (Johann von Armssheim), 1483

#### Проповеди на Песах
В 1988 году Авиезер Равицки произвёл научную публикацию и подробный анализ «Проповеди на Песах» Крескаса, найденной в двух рукописях на иврите. Она представляет значительный научный интерес, так как написана раньше «Света Господа», и потому даёт возможность проследить эволюцию взглядов Крескаса, а также влияния на них на разных этапах. Например, влияние Авнера из Бургоса ощущается только на позднем этапе.

#### Хроника погромов1391 года
Написана в виде послания к евреям Авиньона, возвышенным стилем, со множественными аллюзиями на библейские книги, прежде всего, «Плач Иеремии». Датируется 19 октября 1391 года (20-е число месяца хешван 5151 года по еврейскому календарю) и описывает распространение волны погромов, возникшей в Севилье 4 июня 1391 года (1-го таммуза 5151 года по еврейскому календарю). Крескас не описывает причины трагических событий, а именно агитацию архидиакона Феррандо Мартинеса и слабость царского дома в Кастилии, но упоминает, что правители Арагона были против погромов. В послании подробно описано, где и сколько погибло людей, как от рук громил, так и в результате самоубийств в страхе перед насильственным крещением. Крескас особое внимание уделяет событиям в Толедо и Барселоне. В Толедо погибло потомство знаменитого комментатора Талмуда Ашера бен Иехиэля (РОШ) — правнук РОШа принёс в жертву жену и детей. Власти пытались остановить погромы и арестовали некоторых зачинщиков, но толпа освободила их из заключения и напала на евреев, запершихся в за́мке (у Крескаса «башня»). Евреи оказали вооружённое сопротивление, но у нападавших было во много раз больше людей и оружия. Некоторые евреи были убиты, другие покончили с собой, прыгнув с башни или с помощью оружия, иные вышли на улицу, чтобы погибнуть. Там же погиб в возрасте двадцати лет единственный сын самого Крескаса, не доживший до своей уже назначенной свадьбы. Небольшое количество людей сумели сбежать, и так завершилась история еврейской общины в Барселоне. В ходе погромов был насильственно крещён и РИВАШ, которому удалось потом бежать в Северную Африку и вернуться к вере отцов.

## Философия Крескаса

### Теология Крескаса
На теологию Крескаса повлияла изменившаяся обстановка — главной угрозой еврейству был уже не философский рационализм, а христианство. Постоянное давление христианства, диспуты и крещения привели к тому, что Крескас написал полемическое сочинение против христианства. Отголоски полемики ощущаются и в основном сочинении Крескаса «Свет Божий».

#### Основы веры
Крескас подверг знаменитые 13 принципов веры Маймонида пересмотру и сократил их число до шести.
Принципы, отрицание которых равносильно, по Крескасу, отрицанию всей Торы:
1. Всеведение Бога
2. Бог наблюдает за созданиями
3. Всемогущество Бога
4. Существование пророчества
5. Наличие свободы выбора у человека
6. Наличие конечной цели Творения

Менее важны принципы, основанные на Торе, но их отрицание не влечёт отрицания Торы:
1. Сотворение мира из ничего
2. Бессмертие души
3. Воздаяние за добро и зло
4. Воскрешение из мёртвых
5. Вечность Торы
6. Истинность пророчества Моисея
7. Вера в Урим и Туммим
8. Вера в приход Мессии

Есть и список верований, основанных на Торе, но не обязательных для веры. Крескас считал, что основа иудаизма — не интеллектуальное постижение. Хотя интеллект и может привести к постижению некоторых основ веры, но, независимо от него, главной основой является Божественное Откровение, поэтому вывод из Торы является достаточным основанием.

#### Первородный грех
Хотя многие еврейские комментаторы указывали, что после грехопадения Адама сама природа человека изменилась, Крескас — чуть ли не единственный из еврейских средневековых философов, которой трактовал грехопадения как первородный грех, который надо искупить. Крескас базировался на высказывании Талмуда, что «с тех пор как пришёл первобытный змей к Хаве, он возложил на нас нечистоту (ивр.  זוהמה, «zuhama»‎), но с народа Израиля, который стоял на горе Синай, эта нечистота сошла». Крескас поясняет, что грехопадение Адама вызвало в нём сильное стремление к материальности. Позднее, однако, в мир явился Авраам, который был готов пронести Ицхака в жертву, и, тем самым, пожертвовать всем народом Израиля. За это Бог заключил с ним «Новый завет» и спас от стремления к материи. Для Крескаса характерна трактовка жертвоприношения Ицхака как прототип всей дальнейшей судьбы еврейского народа с его самопожертвованием, что особенно понятно, учитывая гибель сына самого Крескаса. Тем самым, ивр. עקדה‎ («akeda», «связывание Ицхака») и Авраамов завет плоти — обрезание искупают первородный грех.

#### Смысл заповедей
Из приведённого выше толкования вытекает, что один из смыслов заповедей, по Крескасу, — искупительный.
Помимо этого Крескас приводит и другие смыслы, одновременно полемизируя с христианами, утверждавшими, что заповеди даны только на время, для начального развития человечества. Крескас доказывает, что потомки Авраама в Египте показывали способность к самоотверженности и вовсе не были на каком-то особо низком уровне, так что именно для них нужно много заповедей.
По Крескасу, заповеди имеют несколько типов целей: первичные, промежуточные и конечные. Прежде всего, человек с помощью заповедей исправляет характер, достигает интеллектуального и морального совершенства, устанавливает справедливую общественную структуру и вызывает любовь между людьми. Всё это, однако, по Крескасу, не является конечным смыслом заповедей.
Последующие смыслы заповедей — это обеспечение совершенства души, чтобы она могла существовать и после смерти. Самая главная цель, однако, — вызвать любовь человека к Богу, прилепить человека к нему, и, как следствие, привести человека к счастью (эвдемонизм). Любовь есть конечная цель не только субъекта, но и объекта заповедей. Человек достигает состояния, когда он постоянно находится в сиянии Божественного присутствия, как при жизни, так и после смерти.
В крескасовском объяснении смысла заповедей чувствуется творческая переработка идей Иехуды Галеви, Маймонида, Герсонида, Авраама ибн Дауда, Саадии Гаона. В отличие от многих предшественников, Крескас не пользуется понятием «дисциплинарные заповеди», которые даются, чтобы дать людям больше заслуг. По Крескасу, заповеди, которые не имеют рассудочного основания, призваны усовершенствовать человека, чтобы привести к бессмертию души. Это согласуется с другим расхождением между Крескасом, с одной стороны, и Маймонидом и Герсонидом, с другой: Крескас отрицает, что бессмертие души касается только разума. По Крескасу, и другие части личности, такие как эмоции, а среди них, прежде всего, любовь к Всевышнему, тоже входят в бессмертную часть души. Знания как таковые не обеспечивают бессмертия души, но некоторые знания необходимы как основы Торы и её заповедей. Дополнительно Крескас отрицает переселение душ, признаваемое каббалой, и это характерно, так как Крескас брал из каббалы лишь отдельные идеи, а не всю систему.
Представляет значительный интерес трактовка первой заповеди у Крескаса. В отличие от обычного понимания Маймонида, Крескас категорически возражает против существования заповедей, содержание которых — вера. Он доказывает тремя способами (логика, галаха, психология), что заповедей верить во что-то не существует, и прежде всего не может быть заповеди верить в Бога. Заповеди, по Крескасу, могут быть лишь в действиях. Эта точка зрения нашла отклик в учении Моисея Мендельсона. Последний в своём основном труде «Иерусалим» критикует Маймонида, что он отошёл от древней еврейской традиции не составлять догматы веры. В качестве позитивного ответа Мендельсон упоминает имена Крескаса, Альбо и других. Тем самым, Крескас заложил основы представления, что заповеди бывают только в действиях (еврейская ортопраксия), что поддерживается и некоторыми современными мыслителями, такими как Ишаяу Лейбович, упоминавший Крескаса в качестве великого религиозного философа.

#### Проблема атрибутов Бога
Проблема, которой много занимались в средние века — есть ли у Бога позитивные атрибуты, а именно, как понимать в отношении Бога такие слова, как «милосердный», «добрый» и тому подобные.
Крайнюю позицию в данном вопросе занимал Маймонид. Все слова, которые применяются к Богу и к кому-нибудь ещё, есть просто пары чистых омонимов, пары слов, имеющих разный смысл, но случайно совпавших. Соответственно, все места, где Библия применяет к Богу эпитеты, надо считать чистыми метафорами, нет и не может быть ни аналогии, ни уподобления между Богом и другим объектом.
Многие другие мыслители не заходили так далеко. Так, Герсонид считает, что между эпитетами, применёнными к Богу, и эпитетами, применёнными к чему-то другому, есть определённая связь. Первый выражает изначальный, истинный смысл слова, а второй — более поздний, искажённый и упрощённый смысл.

Крескас первоначально всецело занял позицию Маймонида, подвергая Герсонида острой критике. В более поздний период, однако, сказалось влияние латинских схоластов, а затем и каббалы, особенно учения Азриэля из Жероны. Крескас перешёл сначала на позиции Герсонида:
Однако общее значение слова [существование] состоит в том, что объект, которому приписывается существование, не отсутствует, и таким образом оно сказывается о Боге, да будет Он благословен, и об остальных субстанциях, а именно, что они не отсутствуют, только это говорится о нём в априорном смысле, а об остальных существах в апостериорном. Отсюда ясно, что слово «существует» сказывается о Нём и об остальных существах не в абсолютно эквивокальном смысле, а как некая амфиболия.
 Потом Крескас пошёл и далее, утверждая наличие сущностных атрибутов (ивр. תארים עצמיים, te'arim atzmi'im‎), отождествляемых с десятью сфирот.
Подобная позиция опасно сближалась с христианством, так что даже РИВАШ, критикуя каббалу, сравнивал веру «некоторых философствующих» в десятичность с верой христиан в троичность. Сходное замечание сделал и переводчик сочинения Крескаса ивр. «ביטול עקרי הנוצרים» («Bittul ikarei ha-notzrim», «Опровержение основ веры христиан»)‎ Шем Тов Бен Йосеф Ибн Шем Тов в том месте, где Крескас разбирает христианскую веру в троичность.
Крескасу удалось остаться на приемлемой для других ортодоксальных мыслителей позиции и сохранить единство и невещественность Божества. Крескас пользовался для иллюстрации образом из книги «Йецира»: пламя и уголь, пламя (аналог атрибута) не существует без угля (аналог субстанции), но им не является. В итоге Крескас остаётся при убеждении, что Бог — трансцендентен и непознаваем, хотя сущностные атрибуты (сфирот) имманентны. Более поздний известнейший каббалист Меир ибн Габбай высоко оценил описания сфирот у Крескаса.

### Метафизика

#### Доказательства бытия Божия
Крескас пересказал космологическое доказательство Бытия Божия по Маймониду, исходящее из вращения небесной сферы, и опроверг его во многих пунктах. 
Исследование доказательств Учителя о существовании Бога, его единстве, о том, что Он бестелесен и не является силой в теле. Мы изучим вопрос с двух точек зрения. Первая — сомнительность многих положений, на которые опирается доказательство Маймонида. Вторая — будет ли несомненным доказательство Маймонида, даже если эти положения будут доказаны. Рассматривая первое доказательство Маймонида, мы найдём, что оно опирается на семь положений, про которые мы уже доказали, что их ложность возможна. В списке постулатов Маймонида это положение 1, иначе двигатель небесной сферы может быть бесконечным телом, обладающим бесконечной силой, положение 2, иначе сфера может двигаться другой сферой и так до бесконечности, положение 3, иначе может существовать бесконечное число двигателей, положение 8, иначе двигатель может оказаться неделимой силой в теле, как душа или интеллект, положение 12, иначе двигатель может быть телом, обладающим бесконечной силой. Оно требует также истинности положения 26, иначе двигатель может оказаться силой, распределённой в теле и обладающей конечной энергией, или даже силой, не распределённой в теле и обладающей конечной энергией. Поскольку в предшествующих параграфах уже установлено, что рассуждения, устанавливающие истинность этих доказательств, неверны, стало быть, и всё доказательство Маймонида недействительно. Что касается второй точки зрения, то и тогда доказательство опровергается по двум причинам…
Он пришёл к выводу, что религия не основывается на рациональном научном исследовании, хотя наука и не противоречит религии, ведь истина не может противоречить истине.

Крескас подверг сомнению и метафизические доказательства Маймонида, особенно использование аксиомы о невозможности бесконечной цепи причин-следствий. Вместо этого Крескас предложил собственное метафизическое доказательство:
Причины и следствия могут быть бесконечны или конечны, но мы неизбежно приходим к тому, что должна быть какая-то совокупная причина всех их, которая даёт предпочтение их существованию перед несуществованием. Таковая и есть причина совокупности их всех, то есть предпочтения их существования над несуществованием, и это — Бог, да будет Он благословлен. Таким образом, существование Бога доказано вне всякого сомнения.
Таким образом, Крескас допускает, что может быть и можно доказать рациональным способом существование Бога, но, во всяком случае, не познать его волю и атрибуты.

#### Бог любви и радости
Маймонид повторяет аристотелевскую формулу, что Бог есть самопознаю́щий разум. Леви Бен Гершом всецело поддерживает этот тезис. Тем самым, предшественники Крескаса в религиозной философии считали, что Бог является чистым разумом.
С другой стороны, аристотелианцы приписывают Богу также и радость. Герсонид, например, даже включает представление о Божественной радости в список из пяти оснований веры.
Крескас указывает, что аристотелианская философия содержит противоречие, так как Бог как чистый интеллект не может быть подвержен эмоциям. По Крескасу, Бог не является чистым интеллектом, а радость действительно есть, но не страсть, как у сотворённых сущностей, а действие. Иными словами, радость Бога — это его действия, прежде всего сотворение и поддержание Мира. Более того, именно наполнение Мира любовью делает Мир гармоничным, он как бы весь наполнен этой любовью и движим ею, как если бы это была основная природная сила. Некоторые современные исследователи видят основное значение Крескаса именно в этом тезисе. 
Формула благословения, установленная нашими Мудрецами: «в обитании которого радость» должна пониматься буквально, нам нет необходимости в данном случае обращаться к аллегории… Поскольку радость есть нечто общее у Бога в том, что даёт излиться своему добру, и у созданий, что они получают это добро, стало быть, истинная радость — «в его обитании» (ивр. במעונו «bemeono»‎), то есть, в его обиталище (ивр. במשכנו «bemishkano»‎), в царствии небесном, где находится обиталище духовных сущностей (ивр. רוחניים «ruhaniim»‎).
Раз любовь и радость имеют такой высокий онтологический статус, а человек сродни Богу, Крескас придаёт важное значение этим чувствам у человека, именно любовь является конечной целью человека. Попутно он решает проблему воздаяния за убеждения. По Крескасу, человек не свободен в выборе своих убеждений, а приходит к ним под действием разума. Тогда как убеждения могут повлечь за собой наказание или вознаграждение? Ответ, по Крескасу, в том, что не сами убеждения, а сопутствующие им эмоции влекут воздаяние, человек отвечает не за убеждения, а за чувства. Тем самым, утверждается превосходство воли над разумом, что, возможно, является влиянием Дунса Скота.

#### Детерминизм и свобода выбора
Своеобразную и весьма радикальную позицию занимает Крескас в вопросе о свободе воли и её совместимости со всезнанием Всевышнего, охватывающим и будущее. В этой позиции ощущается влияние уже не греческой, а латинской схоластики, прежде всего Дунса Скота. Такое влияние вполне возможно, так как два последователя «тонкого доктора» Д. Скота — Альфред Гонтери (Anfredus Gonteri) и Петер Томай (Peter Thomae) преподавали в Барселоне в непосредственной близости от еврейского квартала. Анализ Крескаса начинается с того, существует ли возможное. После разбора аргументов как за, так и против, Крескас приходит к выводу, что в вещах как таковых есть возможное, но сами вещи предопределены с точки зрения причин, вызвавших их.
Таким образом, причина вызывает проявление воли, но сама воля остаётся собой, без необходимости и принуждения (ивр.  חייוב והכרח, hiyuv vehekreh ‎). В силу самой природы этого сохраняется способность желать равным образом обе альтернативы, если бы только причина не вызывала большее желание к одной из альтернатив, так что человек не ощущает ни вынуждения, ни ограничения (ивр.  לא ירגיש בשום הכרח ואונס, lo yargish be-shum hekrekh ve-ones vehekreh ‎). Поскольку возможность желать в равной мере сохраняется, она называется волей, а не необходимостью.

Фактически это означает полный детерминизм, что, по словам самого Крескаса, опасно для масс. Ещё дальше Крескас идёт в вопросе убеждений. И в этой области тоже царит детерминизм, но уже нет и иллюзии свободы выбора. Человек ощущает свои убеждения как навязанные насильно.
Мы скажем, что поскольку было объяснено, что воля не имеет отношения к верованиям, но верующий чувствует необходимость быть верующим, то ясно, что у нас нет выхода, кроме как определить выбор и волю как нечто вроде единения и связи с верованиями со стороны верующего, и это наслаждение и радость, которыми Он благословил нас, когда благословил нас своей верой и усердием отстаивать её истинность, и это, несомненно, вопрос воли и выбора.
В связи с этим наиболее важные вопросы: как это учение сочетается с принципом воздаяния и какой смысл у заповедей. В самом деле, какой смысл наказывать преступника и давать награду праведнику, когда он не был свободен в своих поступках? На это Крескас даёт два ответа. Во-первых, и вознаграждение приходит само собой, подобно тому, как человек обжигается, подойдя слишком близко к костру. Заповеди же призваны спасти человека от бед. В другом месте Крескас предполагает, что наказания и награды приходят не за поступки, ибо они определены, а за чувства, которыми эти поступки сопровождаются. Тем самым, детерминизм Крескаса распространяется на поступки и убеждения человека, но не на его эмоции. Человек может быть атеистом поневоле, но ощущать от этого грусть по свободной воле. Эта остаточная свобода отличает детерминизм Крескаса от детерминизма Спинозы. По-видимому, Крескас не предполагает никакого воздаяния за убеждения, в которых, как уже говорилось, нет и иллюзии свободы.
По мнению некоторых исследователей, не исключено, что Крескас хотел дать утешение марранам, которые страдали от вынужденного крещения. Детерминистические взгляды Крескаса были раскритикованы Шмуэлем Давидом Луцатто, который считал их источником ереси спинозизма. Более поздний исследователь Гарри Вольфсон тоже указывал, что тезис Спинозы о том, что свободный выбор есть иллюзия, уже сформулирован Крескасом.

### Натурфилософия
Крескас, несомненно, внёс ценный вклад в развитие физики, хотя, насколько его взгляды были уникальны и оригинальны, однозначно оценить трудно. Некоторые историки считают, что Крескас был первым активным сторонником представления о бесконечном гомогенном пространстве, и сравнивают этот переворот во взглядах на пространство с коперниковским. Другие обращают особое внимание на отказ Крескаса от идентификации пространства с местом, занимаемым телом. Некоторые, наоборот, отмечают сходство с учениями Иоанна Филопона и Абуля Бараката Аль-Багдади, хотя нет прямых оснований говорить о прямом влиянии. Иные считают его ярким, но типичным представителем схоластики своего века. В любом случае, Крескас ограничился критикой предыдущих мыслителей и не предложил никакой собственной последовательной теории, возможно потому, что полагал, что сила разума достаточна для критики достижений разума, но не для постижения истины.

#### Актуальная бесконечность
Аристотель и его последователи отрицали возможность актуальной бесконечности, так как допущение бесконечности приводит к парадоксам, но допускали потенциальную бесконечность, как время, в котором можно бесконечно далеко вернуться назад. Некоторые, как Герсонид, отрицали и потенциальную бесконечность количественных величин, как время. Историки науки полагают, что уже у Галилея встречаются первые указания, как работать с актуально бесконечными множествами, задолго до разработки теории бесконечных множеств Георгом Кантором. Однако ещё до Галилея сходные соображения высказывал Крескас. Рассуждая о возможности существования бесконечной цепочки отделённых интеллектов, каждый из которых является причиной последующего, и все они существуют одновременно, так как вечны, Крескас писал:
И поэтому, если предположить существование цепи причин и следствий, в которой первое является причиной второго, а второе — причиной третьего и так далее до бесконечности, хотел бы я знать, как если предположить наличие общей причины для всех этих звеньев, можно отрицать бесконечность числа причин и следствий?
Известно, что часть идей Крескаса была пересказана на латинском Джафранческо Пико делла Мирандолой, а влияние последнего на Галилея возможно, хотя и не доказано. Как бы то ни было с влиянием на Галилея, Крескас первый утверждал, что актуальная бесконечность возможна, а понятия «больше», «равно» и «меньше» для бесконечности должны быть определены иначе. Он делал чёткое различие между конечными элементами множества чисел и бесконечным множеством чисел.

#### Природа пространства и времени
По Аристотелю пространство определяется телом, которое занимает пространство, и невозможно говорить о пустоте. В противоположность этому, по Крескасу, существует пустое пространство, в котором движутся тела. Хотя сама концепция пустоты встречается у пифагорейцев («многие из древних» у Крескаса) и была известна Крескасу через Аристотеля, его представление о пустоте радикально отличается и от пифагорейского, в частности, он отвергает роль пустоты в возникновении вещей. Тем не менее, объясняя свою идею о том, что пустота пронизывает вещи и предшествует им, Крескас метафорически цитирует Мудрецов Талмуда: «И по воле Бога, который есть место мира», что, по-видимому, показывает также влияние идей каббалистов.
Следовательно, и в соответствии с истиной, которая сама свидетельствует о себе и согласуется с собой, истинное место есть пустота. То, что так должно быть, выводится также из факта, что место может быть равно месту целого и частей… Поскольку значение места общепринято, многие среди древних отождествляли истинное место вещи с её формой, потому что форма определяет вещи и индивидуализирует их, как в целом, так и в частях.
Аналогично дело обстоит со временем, которое тоже не зависит от движения тел и предшествует ему. Тем самым, Крескас первый сделал шаг от аристотелевских представлений о том, что пространство и время связаны с телами, к ньютоновским пространству и времени, которые предшествуют телам.
В отличие от Аристотеля, Крескас мыслил бесконечное пространство-континуум, которое может содержать множество миров, что являлось новшеством.
Как и Аристотель, Крескас мыслил бесконечное время. Но у Крескаса оно непрерывно существует независимо от тел и их движения. Кроме того, на нынешний момент, по Крескасу, уже прошло бесконечно много времени.

#### Теория движения
Крескас отрицал Аристотелевскую картину, что земля и вода стремятся вниз, а воздух и огонь вверх. Все тела обладают весом и стремятся вниз, но одни сильнее, а другие слабее. При этом более тяжёлые в своём стремлении к центру мира вытесняют менее тяжёлые.
Когда говорили о вынужденном движении, как движение камня вверх, то увлеклись взглядами знаменитого грека, что у элементов есть противоположные природные движения, так что камень стремится вниз, а огонь — вверх. И вывели, что у некоторых элементов, как земля, есть только тяжесть, а у огня — только лёгкость, а у воды и воздуха — сочетание тяжести и лёгкости. И этот взгляд не был достаточно объяснён, и не будет. Потому что можно сказать, что у каждого элемента есть некоторая тяжесть, и они отличаются степенью этой тяжести. Поэтому и движение огня вверх происходит из-за тяжести воздуха, который подталкивает огонь снизу. Как это случается и с камнем, положенным в тигель, где расплавленное золото, или расплавленное свинец, или ртуть, и камень стремится вверх из-за давления тяжести металлов.
Элементы стремятся к центру своего мира, и это разрушает довод Аристотеля против множественности миров, состоящий в том, что тогда элементы будут перетекать из одного мира в другой — не будут, так как каждый стремится к центру своего мира. При этом Крескас отрицает, что центр мира является целевой причиной движения вещей, вместо этого они движутся в силу своей собственной природы и строения.
Крескас отрицал аристотелевский тезис, что вещество Земли и вещество небесных тел имеют разную природу, хотя и не сделал следующий логический шаг, — что небесные тела тоже подвержены разрушению. И небесные, и земные тела обладают естественным движением. Этот тезис, настойчиво повторяемый Крескасом, во многом способствовал впоследствии развитию небесной механики. В категорию естественного движения Крескас вносил движение железа к магниту, происходящее, по Крескасу, в силу собственной природы и строения. В частности, естественное движение небесных сфер — это вращение, и оно не требует предположения о вечном двигателе неба, что опровергает космологическое доказательство существования Бога по Маймониду и другим предшественникам Крескаса.

#### Сотворение мира и время
Согласно Крескасу время бесконечно и непрерывно и существует независимо от тел. В одном месте он пишет, что время находится в душе, то есть имеет будто бы субъективный характер. Но в другом месте Крескас утверждает, что время постигается интеллектом, то есть носит объективный характер.
Сотворение Мира произошло в какой-то момент времени, то есть время существовало и до сотворения Мира, что, по Крескасу, можно увидеть и из высказываний Мудрецов Талмуда: Сказал рабби Иегуда бар Симон: «порядок времён был и до них [неба и земли]». При таком взгляде возникает вопрос: чем примечателен именно этот момент, что он был выбран для сотворения Мира? Леви Бен Гершон (Герсонид) отвергает этот вопрос, так как его можно задать про любой момент. Крескас даёт совершенно другое разрешение вопроса — Всевышний постоянно создаёт миры, идущие друг за другом во временной последовательности. Помимо рассуждений Крескас подкрепляет свою позицию цитатой из Мудрецов Талмуда: «Бог создавал миры и разрушал их».
Крескас допускает, что миры имеют одинаковое достоинство, но склоняется к мысли, что в ряду этих миров каждые последующие более совершенны, чем предыдущие. При этом наш собственный мир может просуществовать вечно или смениться на более совершенный, подобно тому как животное царство совершеннее растительного. Крескас отмечает, что это невозможно доказать разумом, а можно лишь цитировать каббалистическую традицию. В качестве другого источника Крескас приводит цитату из Иехуды Галеви: «Если же, помимо того, верующий в закон [Торы] видит для себя необходимость принять идею вечной материи и последовательного существования множества миров, это не уменьшит его веры в то, что этот мир сотворён во времени и что Адам и Ной дали начало человечеству». Дополнительная цитата из Талмуда интерпретируется Крескасом в том смысле, что наш мир будет разрушен и сменится другим миром: «Наш мир будет существовать шесть тысяч лет, а ещё тысячу будет разрушен».
Крескас нигде в явном виде не указывает, будет ли последовательность миров бесконечной. Согласно реконструкциям известных исследователей Гарри Вольфсона и М.С Урбаха, последовательность миров по Крескасу выходит бесконечной. Тем самым, картина мира Крескаса имеет оптимистическую окраску: бесконечная последовательность совершенствующихся миров.

#### Множественность миров
Крескас опровергает аргументы Аристотеля о невозможности многих миров, так как эти аргументы базируются на невозможности бесконечных величин, так что за пределами нашего мира не может быть ни бесконечного вакуума, ни бесконечной среды. Попутно Крескас отмечает ещё один слабый аргумент у Аристотеля, что в случае множественных миров элементы одного мира попадали бы в другой мир. Крескас отмечает, что даже в рамках теории Аристотеля у каждого элемента есть своё природное место, в каждом мире элементы стремились бы на природное место в своём мире, а не в чужом, и перетекания элементов не происходило бы. Все это приводит Крескаса к утверждению, что бесконечная Вселенная может содержать множество миров. Естественное следствие, что в бесконечной Вселенной есть бесконечное множество миров, у Крескаса в явном виде отсутствует, а является реконструкцией Гарри Вольфсона, хотя и этот автор отмечает, что в одном месте Крескас считает число миров, указанное в Талмуде, гиперболой.

Другая важная для Крескаса цитата из Талмуда, что «Всевышний путешествует по 18 тысячам миров». Согласно Крескасу, это означает, что эти миры заслуживают Божественного управления, что тоже является пионерской идеей. Согласно Крескасу, Всевышний сотворил миры по своей благости и жалостливости, и чем больше миров, тем больше может проявиться благость Бога. Тем не менее, в данном обсуждении Крескас учёл аргументы против актуальной бесконечности, опровергнутые им самим в других местах, вероятно, написанных позже, и пришёл к выводу, что мудрость Творца ограничивает количество миров.
Хотя возможность эта [существования бесконечного количества миров] истинна и несомненна, мы не в состоянии методами рационального исследования познать истинную природу того, что вне нашего мира, поэтому наши Мудрецы Талмуда, да пребудет с ними мир, сочли необходимым предупредить нас не заниматься изучением и исследованием «того, что выше и того, что ниже, что до и что после».

#### Наука и религия
Крескас пришёл к новому описанию взаимоотношений науки и религии. По Крескасу, между ними существует не антагонизм, а сотрудничество. Религия призвана усовершенствовать не только душу, но и рассудок, а наука в состоянии помочь религии в объяснении заповедей. Не следует ни читать книгу Бытия через призму текущих физических теорий, ни подгонять физические теории под Библию.

#### Материя и форма
Согласно Аристотелю, материя носит потенциальный характер и становится реальным объектом только благодаря тому, что ею овладевает форма. В представлениях, развитых Крескасом, материя носит более актуальный характер, а форма — лишь её акцидент. Крескас сохраняет, однако, термин «форма», так как существуют значительные отличия между формой и другими акцидентами.

### Философские источники, использованные Крескасом
Пьер Дюгем первым предположил в 1917 году влияние Николая Орезмского на Крескаса, что подкрепляется не только самими идеями, но и географической близостью. И Орезм, и Крескас бывали в Наварре, оба состояли на королевской службе, Крескас был представителем Мартина I, а Орезм — французского короля Карла V; не исключено, что они встречались лично. Николай обсуждал за тридцать лет до Крескаса множественность миров, а также бесконечность пространства и времени. Предположительное влияние Орезма на Крескаса, а через него и на Спинозу служило у Дюгема подтверждением тезиса, что «синагога только отражает развитие христианской схоластики». Существуют, однако, большие различия между учениями Орезма и Крескаса, что привело исследователя философии Г.А. Вольфсона к противоположному заключению — что Крескаса надо считать оригинальным и глубоким мыслителем.

Орезм обсуждает множественность миров, как в пространстве, так и во временной последовательности, и в итоге делает заключение, что существует только известный нам мир, хотя Всевышний и мог бы сотворить множество. Крескас же считал, что нет достаточных доказательств, чтобы отвергнуть или принять 
множественность миров. На первый взгляд кажется, что оба философа говорили примерно то же самое про бесконечное пространство, время и вакуум. Тем не менее, налицо фундаментальные различия. Крескас мыслит пространство и время как физические реалии, пространство в нашем мире и вне его одинаковы, равно как и время одинаково в последовательных мирах. Пространство и время — непрерывны и делимы. По Орезму, однако, вне нашего мира существует лишь Бог. Надмирный вакуум неделим и ассоциирован с Божеством. То есть, теория Орезма относится к теологии или мистике, но не к физике. В отличие от Крескаса, Орезм не отвергает аристотелевских представлений о пространстве и времени, а только ограничивает их нашим миром.
Крескас нигде не ссылается на Николая Орезмского, зато много раз цитирует Аристотеля, Маймонида и Герсонида. Помимо них Крескас использует идеи и сочинения Авиценны, Аль-Фараби, Аль-Газали, Авраама ибн Дауда, Фемистия, Аверроэса, Ибн Баджа, Аль-Табризи, Александра Афродисийского, Моше Нарбони, Аполлония Пергского, хотя не все они были переведены на иврит, а греческого Крескас не знал. Кроме того, он упоминает без указания имён «мудрецов древности» (возможно, имеются в виду пифагорейцы), «комментаторов Аристотеля», «философов, отличных от Аристотеля», «позднейших авторов», «одного из комментаторов Путеводителя», «последователей Авиценны и Альгазали».
В учении Крескаса о детерминизме и свободе воли современные исследователи видят также влияние Дунса Скота и Авнера из Бургоса, отмечается и влияние Фомы Аквинского, особенно в учении о любви.

### Влияние Крескаса
Крескас не оставил сборника респонсов или других трудов по галахе (еврейской юриспруденции), хотя его решения многократно цитируются известными галахическими авторитетами Йосефом ибн Хабиб (книга «Нимукей Йосеф») и Ицхаком бен Шешет (РИВАШ) Перфетом. Наибольшее влияние Крескас оказал на ближайших учеников, из которых самый известный — Йосеф Альбо. Заметное влияние оказал Крескас на Спинозу, читавшего Крескаса в подлиннике и пересказавшего в «Письме о бесконечности» метафизическое доказательство Бытия Божия по Крескасу. Во многих отношениях Крескас предвосхитил критику Спинозой Аристотеля, а, возможно, и способствовал её появлению. Кроме того, Крескас, описывая пустое пространство, пронизывающее все тела, метафорически сравнивает его с Богом, и, по мнению некоторых исследователей, это и есть первый шаг к системе Спинозы, в которой Бог, он же субстанция, обладает атрибутом протяжения. Это есть по сути крескасовское сравнение, понятое буквально.
Джанфранческо Пико делла Мирандола (племянник известного гуманиста эпохи Возрождения Пико делла Мирандола) пересказывал Крескаса в книге «лат. Examen vanitatis doctrinæ gentium», хотя как он ознакомился с его книгами, неизвестно. Гарри А. Вольфсон полагает, что отзвуки критики Аристотеля Крескасом ощутимы у другого итальянца — Джордано Бруно. Известный исследователь истории философии и автор классического перевода маймонидовского «Путеводителя» на английский Шломо Пинес считал несомненным, что Крескас был одним из тех мыслителей, которые привели к падению аристотелизма в Европе.
Непосредственное литературное влияние Крескаса и его учения о Божественной любви ощущается в «Диалогах о любви» Леоне Эбрео, который распространил крескасовское учение о любви и на отношения мужчины и женщины.
Влияние Крескаса ощущается в дальнейшем развитии теории сфирот у такого каббалиста, как Меир ибн Габбай.
Моисей Мендельсон, основатель движения Гаскала, упоминает Крескаса в книге «Иерусалим» в качестве великого религиозного философа, показавшего, что заповеди регламентируют только поступки.
Среди противников Крескаса стоит отметить известных последователей Маймонида, комментаторов «Путеводителя растерянных» Абрабанеля и Шем Тов Бен Йосеф Ибн Шем Тов, а также Шимона бен Цемах Дуран (РАШБАЦ). Возражения с их стороны носили исключительно уважительный характер.
Как политический лидер Крескас высоко оценивается как историками, так и фольклором. Про него даже рассказывали легенды, что он своей молитвой вызвал дождь. Восхваление Крескаса содержится в антифилософской книге рабби Йосефа бен Яавеца «Свет жизни», а рабби Профиат Дуран (известный под псевдонимом «Эфоди») посвятил Крескасу свою книгу «Позор народов».
В последнее время наблюдается рост интереса к учению Крескаса. В 1920 году выходит первая монография на английском М. Ваксмана о Крескасе, где утверждается, что Крескас не уступал Маймониду по мощи и глубине анализа, затем фундаментальное исследование Гарри Вольфсона, где говорится, что Крескас сформулировал новое мировоззрение. В четырёхтомнике «Столпы еврейской мысли» С.Б. Урбаха Крескасу уделяется целый том, там говорится, что философия Крескаса есть наиболее зрелый плод еврейской средневековой мысли. В 1971 году известный профессор Елиезер Швайд в предисловии к фотографическому воспроизведению первопечатного издания «Света Господа» утверждает, что «Крескас как философ представляет оригинальную и крупную фигуру, не уступающую Маймониду, а по смелости и новизне критики даже превосходящий его». Профессор Цви Лангерман цитирует и поддерживает «давно сложившееся мнение, что критика аристотелизма у Крескаса явилась поворотным пунктом в истории науки».
10—11 января 2011 года в Центре исследования еврейской истории имени Залмана Шазара в Иерусалиме прошла конференция на тему: «Рабби Хасдай Крескас — философ и лидер». После окончания конференции 12 января 2011 года в Иерусалиме была торжественно открыта улица имени Хасдая Крескаса, в Тель-Авиве такая улица была и ранее.

### Комментарии
1. ↑  Профессор Уоррен Харви в частном сообщении утверждает, что королевская власть лишила временно свободы группу раввинов, чтобы они могли решить какой-то сложный судебный вопрос, и это не было тюремным заключением.
2. ↑  Израильский профессор Йомтов Асис.
3. ↑  Следует отличать от Зерахии Галеви из Героны[англ.].
4. ↑  В комментарии к Талмуду, трактат Бава Батра, 23Б Ибн Хабиб пишет: «Такой казус возник в суде учителя моего, рабби Хасдая, да хранит его Милосердый».
5. ↑  Наказание Адама за первородный грех, искупление греха Адама, троица, инкарнация Божества, непорочное зачатие, транссубстанциация, крещение водой, приход мессии, новый завет, демонология.
6. ↑  В еврейской историографии эти события получили название ивр. «גזרות קנ"א»‎.
7. ↑  В комментарии к (1Пар. 16) РАЛБАГ перечисляет пять основ, содержащихся в тексте: провидение, пророчество, сотворение, радость Бога, власть Бога над всеми в будущем.
8. ↑  Следует отличать от сочинения Хаима бен Атара с тем же названием.
9. ↑  В обоих городах в имени философа содержатся многочисленные ошибки

### Первичные источники
1. 1 2  RIVASH, 1547, Респонсы 269, 287, 290, 331, 372, 374, 376, 379, 380, 385, 387, 388, 394, 395, 447 и другие.
2. 1 2 3 4  РИВАШ, Сборник респонсов (недоступная ссылка)  (недоступная ссылка с 11-05-2013 [4466 дней])
3. ↑  RIVASH, 1547, Респонса 269.
4. ↑  Or Hashem, 1990, том 2, книга 2.
5. ↑  Вавилонский Талмуд, Иевамот, 103Б
6. ↑  Or Hashem, 1990, том 1, книга 3, глава 1.
7. ↑  RIVASH, 1547, Респонса 157.
8. ↑  Or Hashem, 1990, том 1, книга 2, глава 15.
9. ↑  Or Hashem, 1990, том 1, книга 3, глава 6.
10. ↑  Or Hashem, 1990, том 1, книга 3, глава 2.
11. ↑  ивр. Маймонид. Мишне Тора. Книга Знания. Законы основ Торы. 2:10‎
12. ↑  Талмуд Вавилонский, трактат Кетувот, 31А
13. ↑  Or Hashem, 1990, том 1, книга 3, глава 5.
14. ↑  Or Hashem, 1990, том 2, книга 6, глава 1—2.
15. ↑  Or Hashem, 1990, том 5, книга 2, глава 1—6.
16. ↑  Or Hashem, 1990, том 2, книга 5, глава 3.
17. ↑  Or Hashem, 1990, том 2, книга 5, глава 5.
18. ↑  Or Hashem, 1990, том 1, книга 2, глава 3.
19. 1 2 3 4 5  Or Hashem, 1990, том 1, книга 2, глава 1.
20. ↑  Мидраш Берешит Раба 68:9
21. ↑  Or Hashem, 1990, том 1, книга 1, глава 2.
22. ↑  Or Hashem, 1990, том 1, книга 2, глава 11.
23. 1 2  Or Hashem, 1990, том 1, книга 1, глава 6.
24. ↑  Or Hashem, 1990, том 1, книга 1, глава 15.
25. 1 2  Мидраш Берешит Раба, 3:7
26. ↑  Кузари, 1:67
27. ↑  Талмуд Вавилонский, трактат Рош Ашана, 31А
28. ↑  Талмуд Вавилонский, трактат Сангедрин, 31А
29. ↑  Талмуд Вавилонский, трактат Авода Зара, 3Б
30. ↑  Талмуд Вавилонский, трактат Хагига, 11Б